# Condado de Jackson (Oregón)
El condado de Jackson es uno de los 36 condados del estado estadounidense de Oregón. La sede del condado es Medford, al igual que su mayor ciudad. El condado tiene un área de 7.257 km²(de los cuales 43 km² están cubiertos por agua), una población de 181.269 habitantes, para una densidad de población de 25 hab/km² (según censo nacional de 2000). Este condado fue fundado en 1852.

## Geografía
- Condado de Josephine - (oeste)
- Condado de Klamath - (este)
- Condado de Douglas - (norte)
- Condado de Siskiyou (California) - (sur)

## Demografía
Para el censo de 2000, había 181.269 personas, 71.532 cabezas de familia, y 48.427 familias residiendo en el condado. La densidad de población era de 65 habitantes por milla cuadrada.
La composición racial del condado era:
- 91,65% blancos
- 0,40% negros o negros americanos
- 1,09% nativos americanos
- 0,90% asiáticos
- 0,18% isleños
- 2,88% otras razas
- 2,91% de dos o más razas.

Había 71.532 cabezas de familia, de las cuales el 30,30% tenían menores de 18 años viviendo con ellas, el 53,20% eran parejas casadas viviendo juntas, el 10,50% eran mujeres cabeza de familia monoparental (sin cónyuge), y 32,30% no eran familias.
El tamaño promedio de una familia era de 2,95 miembros.
En el condado el 24,40% de la población tenía menos de 18 años, el 8,70% tenía de 18 a 24 años, el 25,50% tenía de 25 a 44, el 25,40% de 45 a 64, y el 16,00% eran mayores de 65 años. La edad promedio era de 39 años. Por cada 100 mujeres había 94,60 hombres. Por cada 100 mujeres mayores de 18 años había 91,70 hombres.

## Economía
Los ingresos medios de una cabeza de familia del condado eran de USD$36.461 y el ingreso medio familiar era de $43.675. Los hombres tenían unos ingresos medios de $32.720 frente a $23.690 de las mujeres. El ingreso per cápita del condado era de $19.498. El 8,90% de las familias y el 12,50% de la población estaban debajo de la línea de pobreza. Del total de gente en esta situación, 16,30% tenían menos de 18 y el 6,90% tenían 65 años o más.

## Localidades

### Ciudades
| - Ashland - Butte Falls - Central Point - Eagle Point | - Gold Hill - Jacksonville - Medford - Phoenix | - Rogue River - Shady Cove - Talent |

### Lugar designado por el censo
- Prospect
- Ruch
- Trail
- Wimer
- White City

### Áreas no incorporadas
| - Applegate - Beagle - Bitter Lick - Brownsboro - Buckhorn Springs - Buncom - Bybee Corner | - Cascade Gorge - Climax - Colestin - Dardanelles - Foots Creek - Four Corners - Lake Creek | - Lincoln - McKee Bridge - McLeod - Mountain View - Pinehurst - Provolt | - Rock Point - Rogue Elk - Seven Oaks - Starvation Heights - Steamboat - Sams Valley | - Table Rock - Tolo - Union Creek |

### Despoblados
- Copper
- Sterlingville